# Lykos (řeka v Konstantinopoli)
Řeka Lykos – (řecky Λύκος; turecky Bayrampaşa Deresi) je říčka, která tekla v Konstantinopoli (Istanbul) a byl to jediný vodní tok, který se nacházel uvnitř opevněného města.
V 50. letech 20. století byla říčka zakryta kvůli výstavbě třídy Vatan Caddesi (Adnan Menderes Vatan Caddesi). Údolí říčky hrálo klíčovou roli při pádu Konstantinopole v roce 1453.

## Popis
Název řeky pochází ze slova „vlk“ a v řeckém světě byl poměrně běžný jako pojmenování pro řeky, zejména ty s rychlým proudem – to znamená, že voda tekla stejně rychle jako vlk pronásledující svou kořist.
Šest kilometrů dlouhý Lykos byl jediným odvodňovacím kanálem opevněného města. Maximální šířka údolí, které tvořil, byla 3,5 km a zabíral třetinu rozlohy byzantské Konstantinopole.

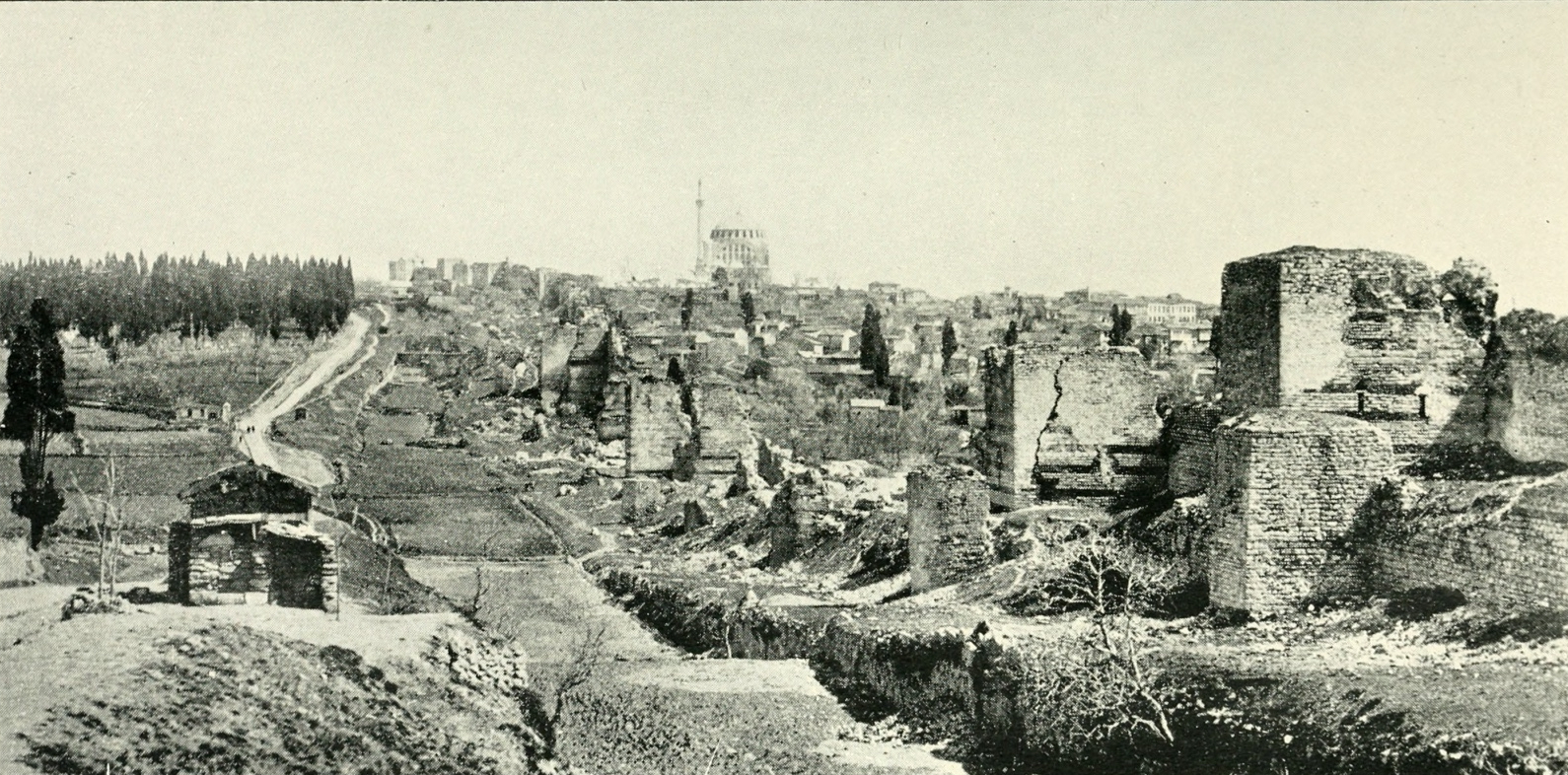
Údolí řeky Lykos u Theodosiánských hradeb – pohled ze severu, konec 19. století

Jeho prameny se nacházejí ve výšinách čtvrti Topçular v severní části dnešního okresu Bayrampaşa, asi 3,5 km severozápadně od Edirnské (Adrianopolské) brány (tur. Edirne Kapişi) v  Theodosiánských hradbách. Geograficky říčka oddělovala sedmý městský pahorek (nacházející se na západě) od třetího, čtvrtého, pátého a šestého, administrativně označoval hranici mezi dvanáctým regio (nacházejícím se na západě) a zbytkem města.

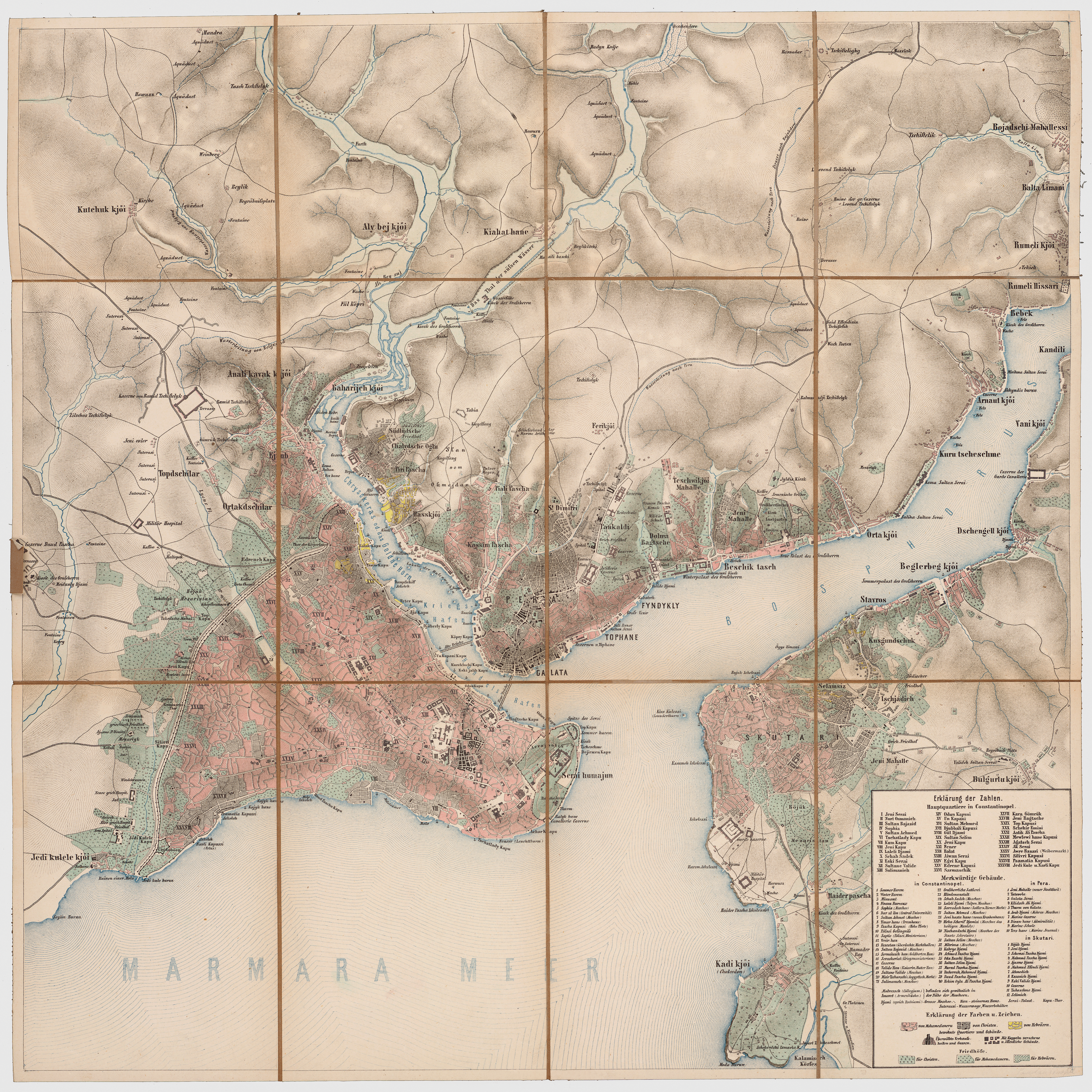
Mapa Konstantinopole z let 1860–1870 s vyznačeným údolím řeky Lykos v rámci historického poloostrova

Lykos dosáhl konstantinopolských hradeb mezi bránou Charisijskou a bránou svatého Romana (odpovídajícími dnešním Edirnekapı a Topkapı), jižně od Páté vojenské brány prošel pod hradbami a vstoupil do města. Na tomto místě chránila řeku věž, dnes známá jako Sulukule, což znamená "vodní věž". Řeka pokračovala ve svém toku uvnitř hradeb v údolí, které vodní tok učinil úrodným a které Turci z tohoto důvodu pojmenovali Yenibahce tj. "nová zahrada".
Řeka dál směřovala na jihovýchod, procházela jižně od monastýru Lips a dosáhla Fora Bovis.Tam se prudce stáčela k jihu, dotýkala se výšin Avretpazaru a těsně před ústím protékala planinou zvanou Aksaray (turecky "bílý palác"), snad podle budovy, kterou na počátku 9. století obývala císařovna Irena. Vodní tok se nakonec vléval do Marmarského moře u Theodosiova přístavu, zvaného též Eleutheriův přístav.

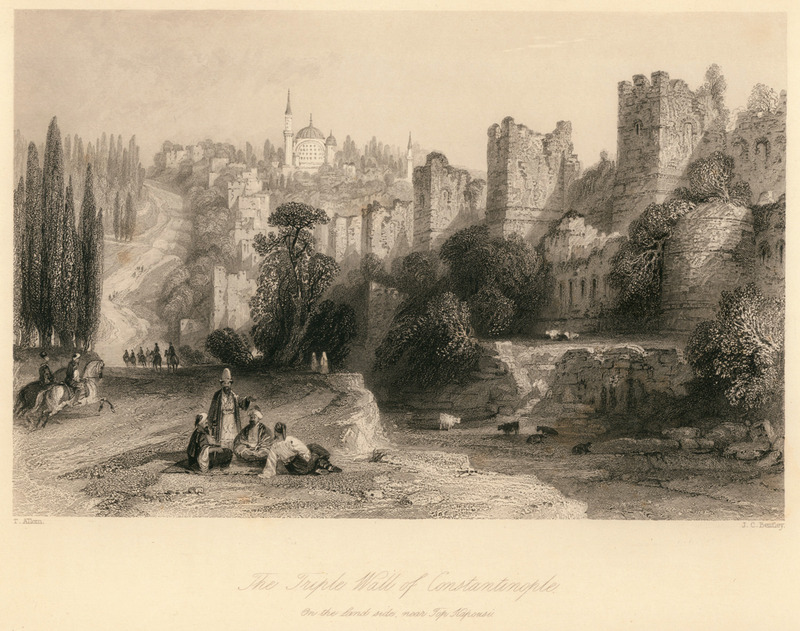
Údolí řeky Lykos u hradeb, Walsh Robert a Allom Thomas, 1836

Přestože vodní režim koryta byl po většinu roku říční, a tedy málo vodnatý, silné deště, které přicházely zejména v únoru, přinášely do koryta mnoho nečistot, které se dostávaly do západní a severozápadní části přístavu. Aby se zabránilo zanášení jihovýchodní části, byla proto postavena zeď, která rozdělila přístav na dvě části a působila jako bariéra. Přestože chráněná část přístavu vydržela déle než zbytek kotliny, i ona byla nakonec zanesena sedimenty, díky čemuž od 12.–13. století zanášení způsobené řekou postupně zapříčinilo zánik přístavu a na jeho místě vznikla oblast zvaná Vlanga nebo Langabostanı, která byla až do relativně nedávné doby využívána k pěstování zeleniny.

## Historie
V okolí ústí řeky stály původně bažiny, později se hladina moře zvýšila a oblast se stala vhodnou pro výstavbu Theodosiova přístavu.

### Byzantská éra
Údolí řeky Lykos nebylo v byzantském období nikdy příliš obydleno, ale bylo oblíbeným místem pro osídlení řeckými pravoslavnými monastýry jako byly Dios a Ikasia (nebo Cassia), Cocorobion a Lips. V roce 450, při lovu v údolí nedaleko Konstantinopole, císař Theodosius II. (r. 402-450) spadl z koně a zemřel. Na starých osmanských mapách města je patrné, že dolní tok řeky jižně od monastýru Lips se stal podzemní vodní cestou – řeka byla vedena podzemním potrubím až k jejímu ústí.

### Pád Konstantinopole

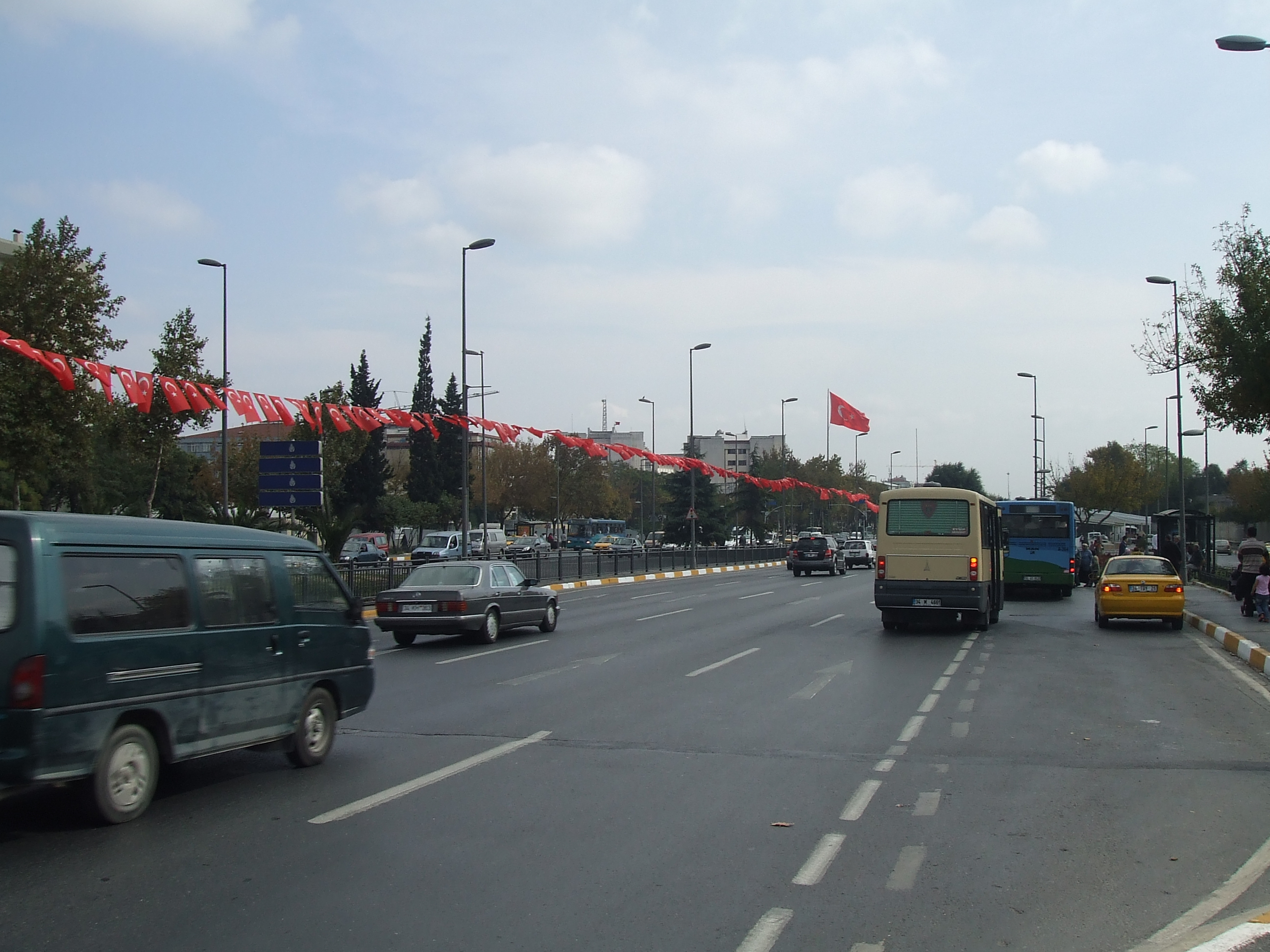
Adnan Menderes Caddesi – třída, která pokrývá koryto řeky Lykos.

Úsek městských hradeb, který protínal údolí na severu města, řecky Mesoteichion, byl nižší než okolní výšiny, a proto byl nejslabší z celého obranného kruhu. Osmanský sultán Mehmed II. si toho byl plně vědom a naplánoval útok na místo největšího opotřebení Blachernských hradeb s finálním útokem v údolí Lykosu, nalevo od něhož si postavil na vyvýšenině svůj stan. Jeho plán se zdařil a právě z průlomu mezi branou svatého Romana a pátou vojenskou branou na pravém břehu řeky pronikli Osmané ráno 29. května 1453 do města.

### Osmanská a republikánská éra
Až do prudkého nárůstu počtu obyvatel Istanbulu zůstávalo údolí řeky Lykos řídce osídleno a obděláváno jen zahradami, ale poté začala plocha zeleninových zahrad klesat, až koncem 20. století zanikla. V letech 1956-1957 byla přímo nad korytem řeky postavena nová silnice Vatan Caddesi (dnes Adnan Menderes Vatan Caddesi), která řeku překryla. Lykos byl nakrátko odkryt při stavbě linky metra M1, která spojuje centrum města s Atatürkovým letištěm.